# اوفشتيلوفيلا

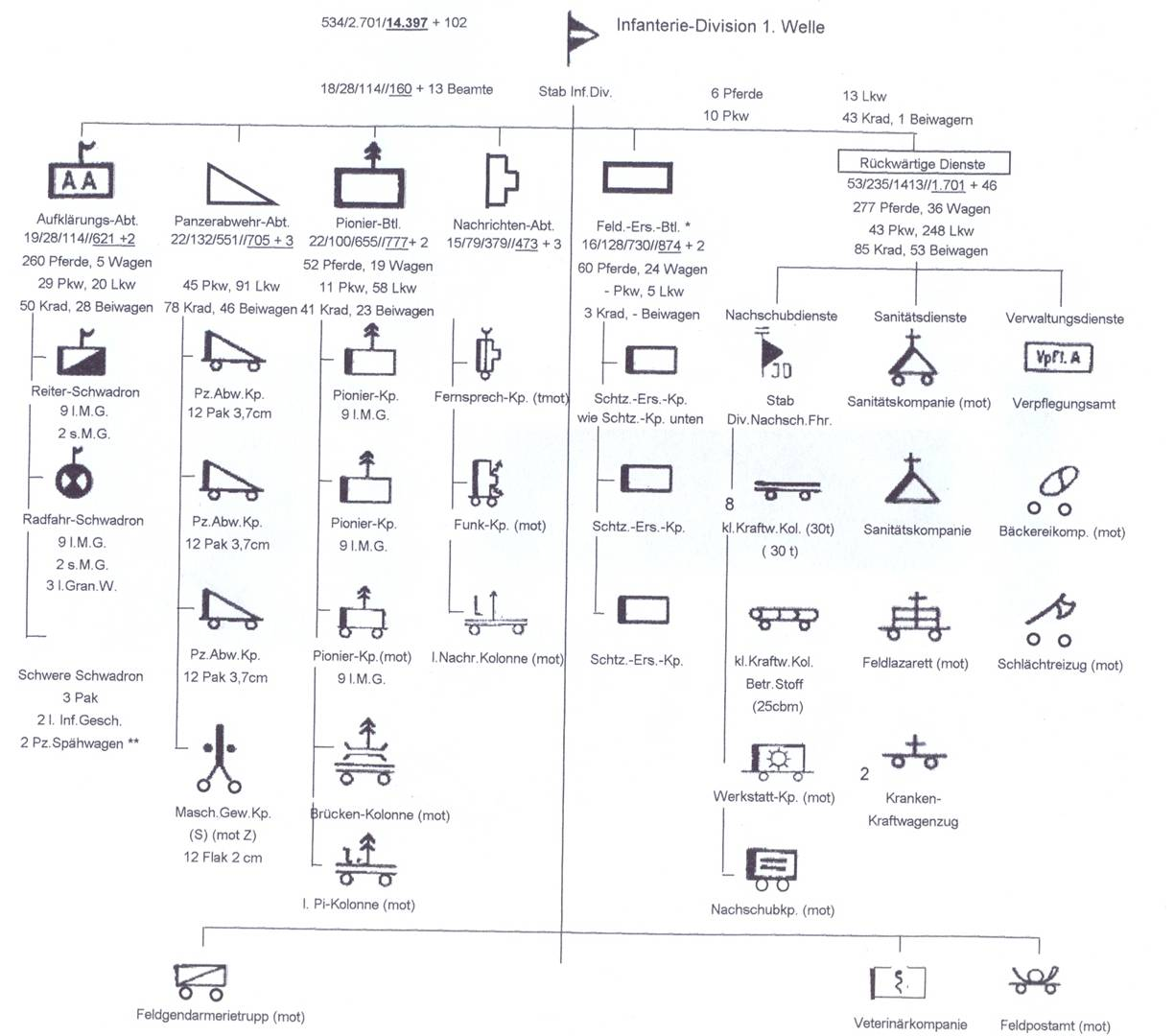

في ال الفيرماخت الألماني قبل وأثناء الحرب العالمية الثانية، تم رفع فرق المشاة كجزء من موجة نشر معينة (بالألمانية: Aufstellungswelle) أو موجة فقط ( (بالألمانية: Welle)، تُترجم أحيانًا إلى مسودة. 
تم اعتماد نظام موجات النشر من قبل الفيرماخت في أواخر عام 1938. تم تحديد وحدات وقت السلم كأول موجة نشر، وتبعها ما مجموعه 34 موجة نشر أخرى حتى شملت الموجة الخامسة والثلاثين في أبريل 1945. شملت أنواع الفرق التي تم فرزها حسب Aufstellungswelle أقسام المشاة، وأقسام الأمن، وأقسام الظل، وأقسام فولكس غرينادير.

## تاريخ نظام موجة النشر
تم إصدار النموذج المحدد لتعبئة القوى النشطة والاحتياطية في الفيرماخت في شكل موجات متعددة في خطة التعبئة السنوية المؤرخة في 8 ديسمبر 1938. في البداية، خطط هذا النظام بأربع موجات، والتي تحولت فيما بعد إلى جيش وقت السلم (موجة النشر الأولى) وكذلك الموجات الثلاث التي تم تعبئتها تحسبًا لغزو بولندا (موجات النشر الثانية والثالثة والرابعة). 
في هذه الخطة الأولية، كانت الموجة الأولى هي جيش السلم، الذي تألف من الفرق المرتبة رقميا من الرقم 1 إلى 50. كانت الموجة الثانية تتكون من جنود الاحتياط الذين أكملوا تدريبهم الإلزامي ويتكون من الفرق من الرقم 51 إلى 100. كانت الموجة الثالثة، بأرقام تسلسلية من 201 إلى 250، تتكون من جنود احتياطيين حصلوا على تدريب أقل في الغالب من تدريب الموجة الثانية وسيتعين عليهم المرور بتجديد التدريب بسبب سن أكثر تقدمًا (فئات 1901 إلى 1913). الموجة الرابعة، بأرقام ترتيبية تتراوح بين 251 و300، سيتم تشكيلها من وحدات التدريب داخل ألمانيا. كانت الموجة الأولى تعمل بكامل طاقتها في اليوم الثاني من التعبئة، والموجة الثانية في اليوم الثالث، والموجة الثالثة في اليوم السادس، والموجة الرابعة في اليوم السابع. 

## التسلسل الزمني لموجات الانتشار

### قبل الحرب العالمية الثانية

#### 1.Aufstellungswelle
انتشرت بين عامي 1934 و193 كانت 1. Aufstellungswelle هي فرق المشاة التي تم تربيتها وتدريبها خلال وقت السلم (الأرقام الترتيبية من 1 إلى 36)، بالإضافة إلى أربعة فرق مشاة (الأرقام الترتيبية 44، 45، 46، 50) التي أثيرت في أغسطس 1939 ومجهزة بمواد معادلة لتلك من فرق الموجة الأولى الأخرى.
شملت فرق الموجة الأولى فرق المشاة من الأولة إلى السادسة والثلاثين، فرق المشاة من 44 إلى 46، فرقة المشاة الخمسين. تم تسليح فرق الموجة الأولى بالأسلحة الألمانية. في المجموع، تم تصنيف 40 فرقة بأثر رجعي كجزء من الموجة الأولى.
كان من المفترض أن تكون فرق الموجة الأولى مزودة بـ518 ضابطًا و102 بيروقراطيًا و2573 ضابط صف و13667 جنديًا ليصبح المجموع 16860 فردًا. تضمنت المعدات 3681 مسدسًا و12609 مسدس و535 رشاشًا و26 مدفع دعم مشاة و75 مدفعًا مضادًا للدبابات و48 مدفعية و530 كراد و394 سيارة و536 شاحنة و5375 حصانًا.  تم تنظيم فرقة مشاة للموجة الأولى في ثلاثة أفواج مشاة. يتألف كل فوج من ثلاثة كتائب. تتكون كل كتيبة من ثلاث سريات بنادق مزودة بتسع بنادق خفيفة ورشاشين ثقيلتين لكل منها، تم استبدالها لاحقًا باثني عشر رشاشًا خفيفًا وثلاث قاذفات قنابل خفيفة لكل منها. بالإضافة إلى ذلك، تحتوي كل كتيبة على سرية مدفعية رشاش مع ثمانية مدافع رشاشة ثقيلة، تم ترقيتها لاحقًا إلى اثني عشر مدفع رشاش ثقيل. أيضا، كان لكل كتيبة سرية بنادق مشاة مع بنادق مشاة ثقيلة وستة بنادق خفيفة. وأخيرًا، كان لكل كتيبة سرية مضادة للدبابات مع اثني عشر باك. 

## معدات لنماذج الفرق المختارة
| شؤون الموظفين        | تقسيم الموجة الأولى | تقسيم الموجة الثانية | تقسيم الموجة الثالثة | تقسيم الموجة الرابعة | فرقة المشاة 1944 | فرقة المشاة 1945 |
| -------------------- | ------------------- | -------------------- | -------------------- | -------------------- | ---------------- | ---------------- |
| الضباط               | 518                 | 491                  | 578                  | 491                  | 333              | 352              |
| البيروقراطيون        | 102                 | 98                   | 94                   | 99                   | 70               | 29               |
| ضباط الصف            | 2573                | 2،273                | 2،722                | 2،165                | 2،164            | 1،947            |
| الجنود               | 13667               | 12،411               | 14507                | 12،264               | 10،205           | 9،581            |
| مجموع                | 16860               | 15273                | 17،901               | 15،019               | 12772            | 11909            |
| المعدات              | تقسيم الموجة الأولى | شعبة الموجة الثانية  | تقسيم الموجة الثالثة | تقسيم الموجة الرابعة | فرقة المشاة 1944 | فرقة المشاة 1945 |
| مسدسات               | 3681                | 3801                 | 4،640                | 3،639                | 2،013            | 1،563            |
| بنادق                | 12،609              | 10828                | 11،423               | 10807                | 8598             | 7594             |
| الرشاشات             | 535                 | 459                  | 709                  | 457                  | 716              | 536              |
| بنادق دعم المشاة     | 26                  | 26                   | 26                   | 20                   | 25               | 35               |
| مدافع مضادة للدبابات | 75                  | 75                   | 75                   | 75                   | 23               | 11               |
| بنادق مدفعية         | 48                  | 48                   | 48                   | 48                   | 43               | 37               |
| كرادس                | 530                 | 497                  | 425                  | 529                  | 168              | 138              |
| سيارات               | 394                 | 393                  | 330                  | 359                  | 167              | 146              |
| الشاحنات             | 536                 | 509                  | 248                  | 536                  | 370              | 185              |
| خيل                  | 5375                | 4،854                | 6،033                | 4077                 | 3979             | 3979             |

## المؤلفات
- بوخنر ، أليكس. Das Handbuch der deutschen Infanterie 1939–1945 (بالألمانية). Dörfler Zeitgeschichte. رقم ISBN    3895550418  .
- هاوبت ، ويرنر (2005). Die deutschen Infanterie-Divisionen (بالألمانية). Eggolsheim: Nebel-Verlag. رقم ISBN    3895552747  .